# John Cookman
John Cookman, född 2 september 1909 i Englewood, död 19 augusti 1982 i Plattsburgh, var en amerikansk ishockeyspelare.
Cookman blev olympisk silvermedaljör i ishockey vid vinterspelen 1932 i Lake Placid.